# Nelsonia (gênero)
Nelsonia é um gênero de roedores da família Cricetidae.

## Espécies
- Nelsonia goldmani Merriam, 1903
- Nelsonia neotomodon Merriam, 1897